# Test F1 2013
Questa voce raccoglie un approfondimento sui test effettuati nell'ambito del campionato 2013 di Formula 1.

## Calendario
Sono tre le sedute di test precampionato previste. La prima si tiene tra il 5 e l'8 febbraio sul Circuito di Jerez, la seconda e la terza sul Circuito di Barcellona tra il 19 e 22 febbraio e tra il 28 febbraio e il 3 marzo. In questa stagione non erano previsti test durante l'anno, a parte quelli dedicati ai giovani piloti, come era invece accaduto nel 2012 con la sessione svolta al Mugello.
Successivamente, a seguito dei problemi riscontrati con gli pneumatici nel corso del Gran Premio di Gran Bretagna, alcuni team hanno proposto alla FIA di sostituire i test riservati ai giovani piloti, programmati proprio sul Circuito di Silverstone alla metà di luglio, con dei test, con delle vetture della stagione in corso, finalizzati a migliorare la sicurezza delle gomme. Tale posizione è stata appoggiata anche da Bernie Ecclestone, che ne ha caldeggiato la soluzione con Jean Todt, presidente della FIA. La FIA ha successivamente acconsentito alla proposta delle scuderie, vista la situazione di pericolo creatasi in Inghilterra. I test si svolgono dal 17 al 19 luglio. La FIA ha aggiunto che la Mercedes, ha deciso di non partecipare al test, a seguito della sentenza pronunciata dal Tribunale internazionale in merito al caso delle prove che la scuderia tedesca aveva effettuato sul Circuito di Barcellona, senza permesso. Il 3 luglio lo Sporting Group della FIA ha abolito il comma del regolamento che vieta di effettuare prove, durante la stagione, con monoposto della stagione stessa. È stato inoltre deciso che nei test di luglio sul Circuito di Silverstone una sola giornata sarà dedicata ai piloti titolari.
Un'ulteriore sessione di test si è effettuata tra il 17 e il 19 dicembre presso il Circuito di Manama, in Bahrein. A tale sessione, dedicata solo allo sviluppo degli pneumatici Pirelli per la stagione 2014, hanno partecipato solo quattro team: Red Bull Racing, Scuderia Toro Rosso, Mercedes e Scuderia Ferrari.
- Jerez, Circuito di Jerez de la Frontera, 5-8 febbraio 2013.

- Barcellona, Circuito di Catalogna, 19-22 febbraio 2013.

- Barcellona, Circuito di Catalogna, 28 febbraio-3 marzo 2013.

- Silverstone, Circuito di Silverstone, 17-19 luglio 2013.

- Sakhir, Bahrain International Circuit, 17-19 dicembre 2013.

## Test di Jerez

### Resoconto

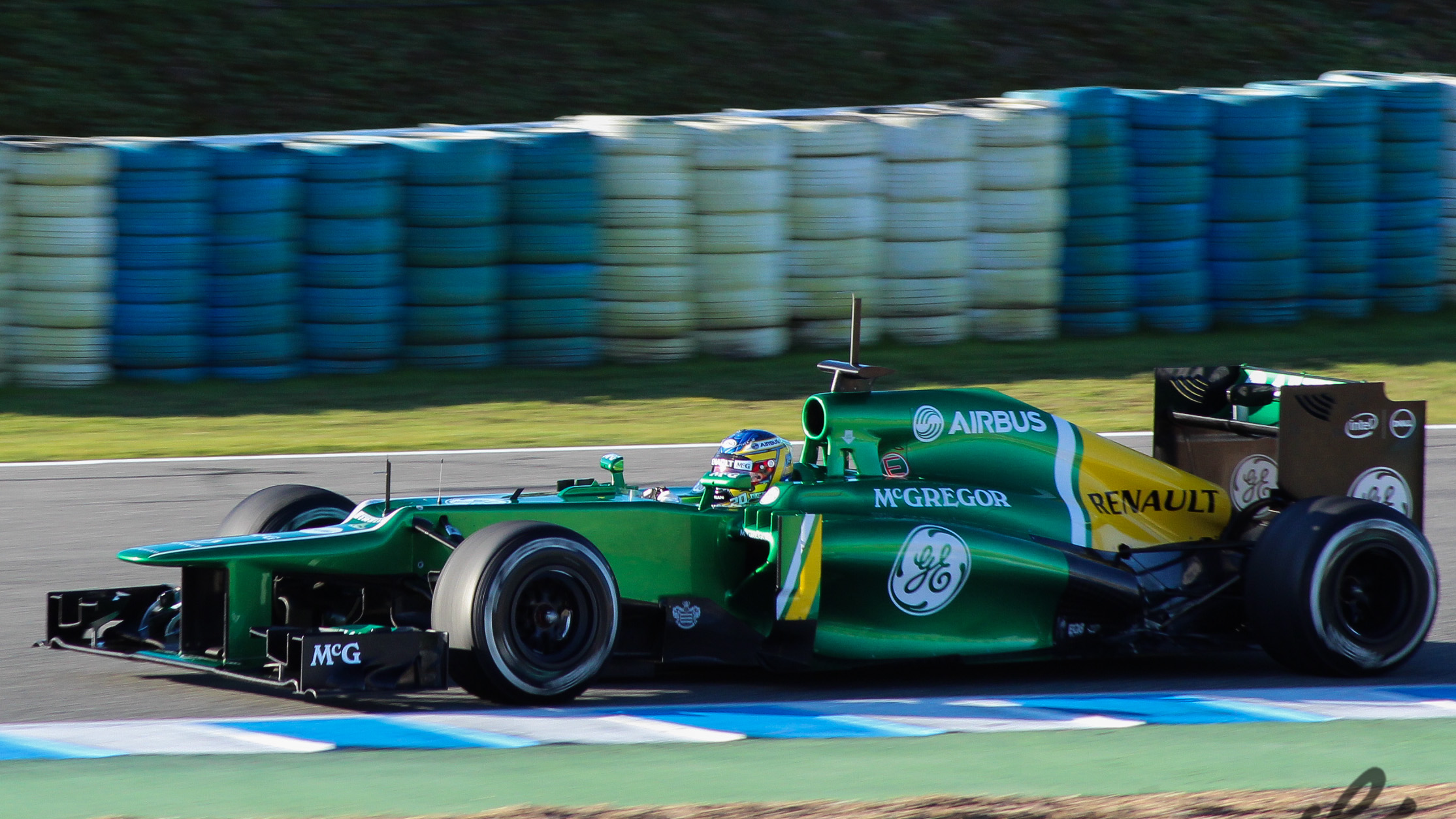
La Caterham CT03 presentata a Jerez poco prima dell'inizio dei test.

Il Circuito di Jerez è il primo a ospitare dei test prestagionali per il 2013. La sessione si svolge dal 5 all'8 febbraio. La sessione da modo a molte scuderie di presentare le vetture con le quali affronteranno la stagione. sola la Williams presenta ancora la FW34, utilizzata nel 2012. Sono quattro le vetture invece presentate direttamente sul tracciato andaluso. La Mercedes F1 W04 ha svolto uno shakedown già il 4 febbraio, mentre la STR8 è stata solo presentata il 4 febbraio ma senza essere utilizzata subito in pista. Il giorno seguente, primo vero giorno di test, vengono presentate anche la Marussia MR02 e la Caterham CT03. Fernando Alonso, pilota della Scuderia Ferrari, e vicecampione del mondo piloti, non partecipa ai test, lasciando così il volante a Felipe Massa e Pedro de la Rosa.
Il primo giorno il tempo migliore è stato fatto segnare da Jenson Button su McLaren, davanti a Mark Webber e Romain Grosjean. Il francese era in testa fino al primo pomeriggio, prima di essere battuto dal britannico. La Mercedes invece è stata rallentata da un problema elettrico che ha provocato un principio d'incendio. La Marussia di Max Chilton è stata protagonista di un'uscita di pista, provocata dal cedimento di una sospensione, che ha causato anche l'esposizione della terza bandiera rossa di giornata, dopo quelle causate da incidenti di Button e Nico Rosberg.
Il 6 febbraio il migliore è stato Romain Grosjean su Lotus, con un tempo sei decimi più basso di quello fatto registrare da Button il giorno precedente. Alle sue spalle si è inserito Paul di Resta della Force India, staccato di quasi otto decimi. Terzo è stato Daniel Ricciardo su Toro Rosso. La giornata si è chiusa con leggero anticipo per l'esposizione della bandiera rossa dovuta agli stop lungo la pista delle vetture di Grosjean e Nico Hülkenberg. Lewis Hamilton, all'esordio con la Mercedes è stato autore, dopo appena 15 giri, di una uscita di pista dovuta a una perdita di pressione ai freni posteriori; la vettura ha colpito le barriera alla Dry Sack.
Il giorno seguente i tempi si sono ulteriormente abbassati tanto che il più rapido, Felipe Massa della Ferrari ha chiuso sotto il muro del 1'18". Il ferrarista ha preceduto Nico Rosberg e Sebastian Vettel. Il quarto tempo è stato di Kimi Räikkönen, che però ha scontato dei problemi tecnici al mattino alla frizione. Sempre al mattino il collaudatore della Force India, James Rossiter, ha investito, nella corsia dei box, uno dei meccanici, senza gravi conseguenze.

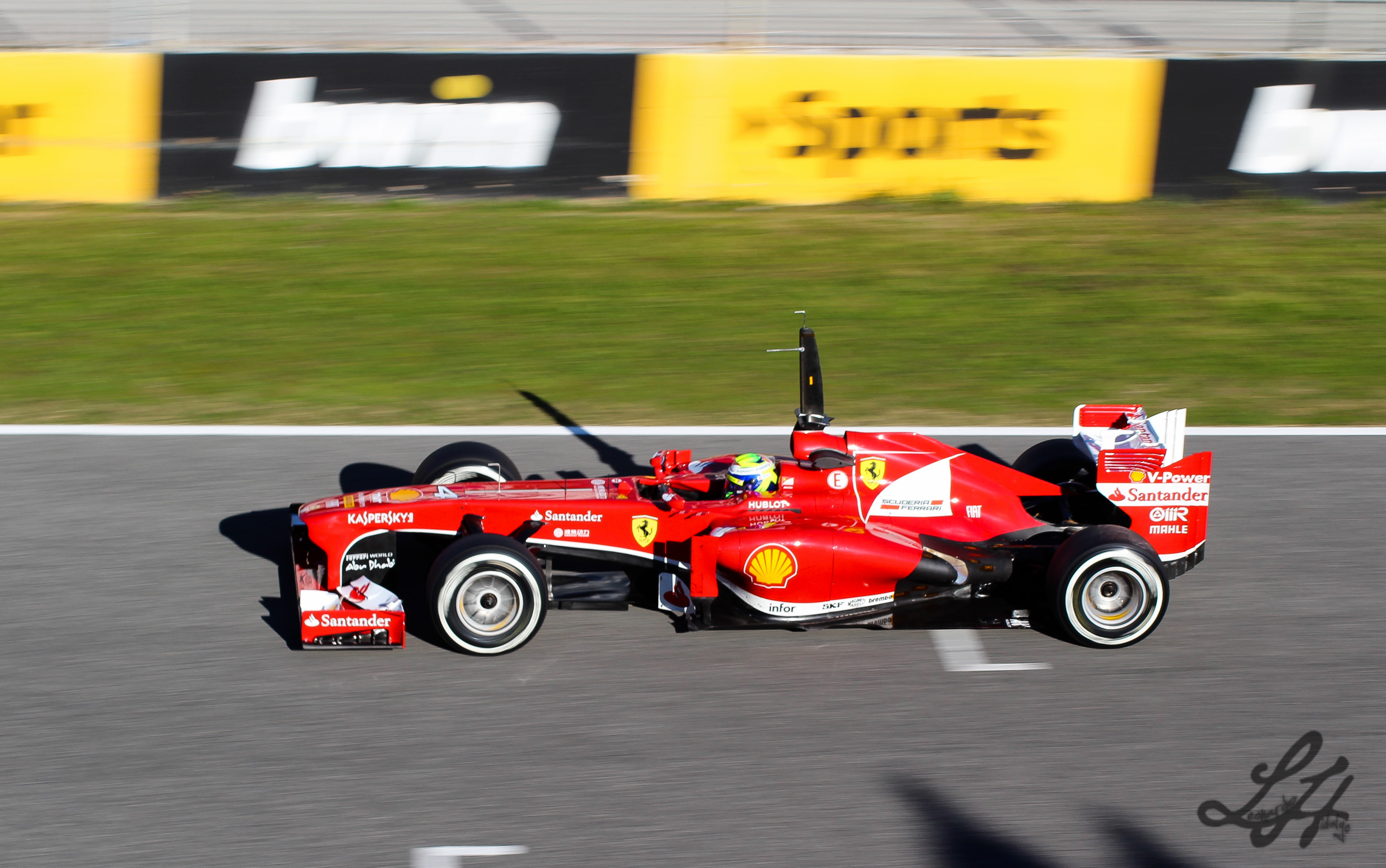
Felipe Massa su Ferrari F138 risulta il più rapido della quattro giorni di prove.

L'ultimo giorno nuovamente la Lotus ottiene il crono migliore, questa volta però con Kimi Räikkönen. Il finlandese ha preceduto Jules Bianchi della Force India e Sebastian Vettel. Al mattino Pedro de la Rosa, all'esordio con la Ferrari è stato a lungo fermo a causa di un principio d'incendio che si è verificato sulla sua monoposto, poco dopo la sua prima uscita dai box. Il pilota che ha svolto il maggior numero di giri è il messicano Esteban Gutiérrez della Sauber con 252, pari a 1.115 km. Dietro si pongono Paul di Resta e Felipe Massa.
Il fornitore unico degli pneumatici, la Pirelli, ha criticato la scelta del tracciato andaluso come sede dei test, a causa della particolare qualità dell'asfalto della pista. La casa italiana propone, per il 2014, di spostare tale sessione sul Circuito di Manama, oppure su quello di Abu Dhabi.

### Tabella riassuntiva
| Data       | Pilota più rapido | Team             | Tempo    | Giri |
| ---------- | ----------------- | ---------------- | -------- | ---- |
| 5 febbraio | Jenson Button     | McLaren-Mercedes | 1'18"861 | 37   |
| 6 febbraio | Romain Grosjean   | Lotus-Renault    | 1'18"218 | 95   |
| 7 febbraio | Felipe Massa      | Ferrari          | 1'17"879 | 85   |
| 8 febbraio | Kimi Räikkönen    | Lotus-Renault    | 1'18"146 | 83   |

## Primo test di Barcellona

### Resoconto

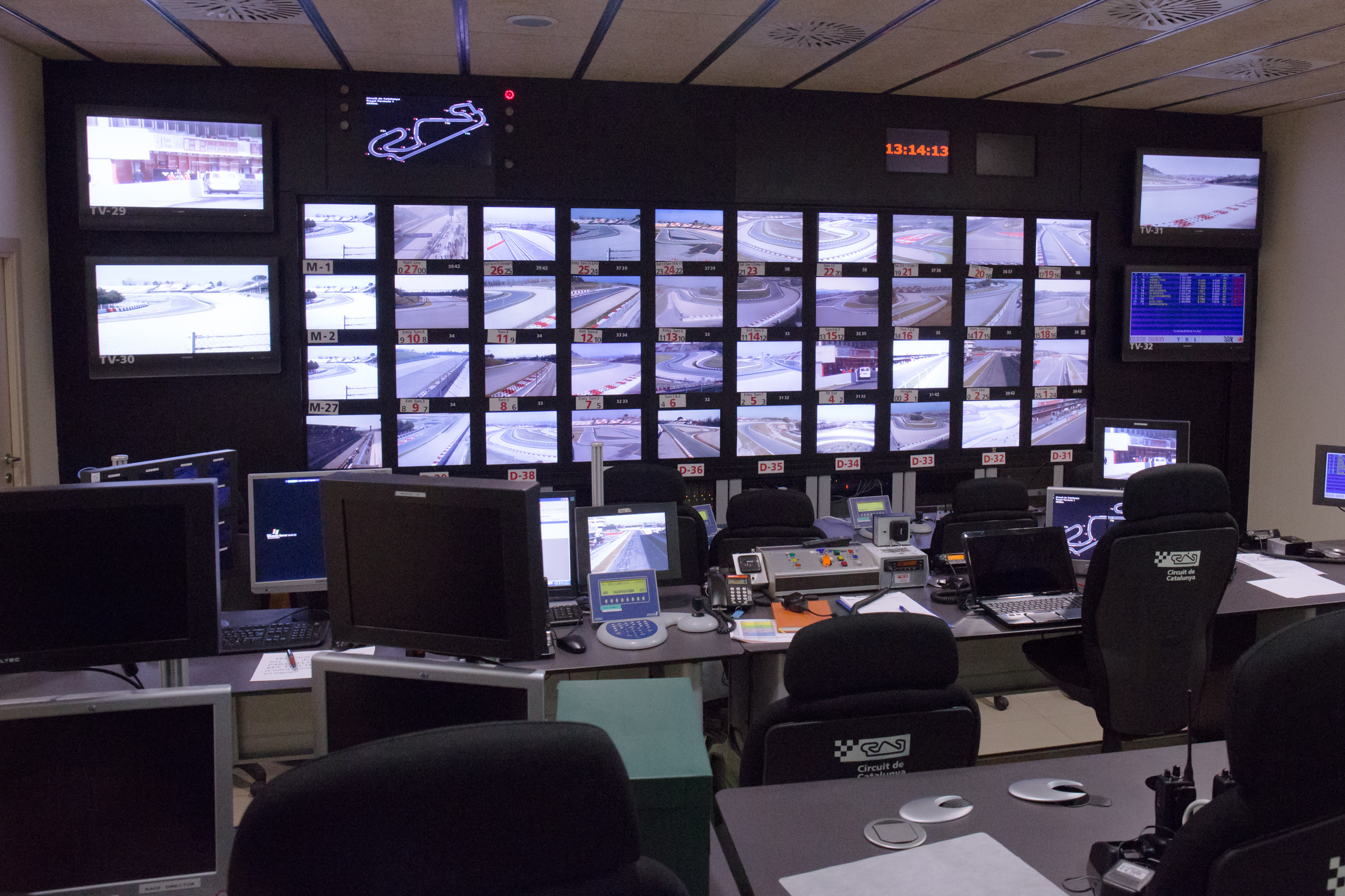
Sala di controllo dei test del 19-22 febbraio

Il Circuito di Barcellona ospita la seconda sessione di test stagionali tra il 21 e il 24 febbraio. La novità tecnica è la Williams FW35, presentata il 19 febbraio, presso i box del tracciato catalano.
In quanto ai piloti la Force India, l'unica scuderia a non aver ancora individuato il conduttore da affiancare a Paul di Resta, decide di far testare la vettura a Jules Bianchi e ad Adrian Sutil. Bianchi era stato già utilizzato nei test di Jerez, mentre Sutil è stato pilota titolare della scuderia tra il 2008 e il 2011. In Ferrari fa invece il suo esordio stagionale sulla vettura Fernando Alonso.
Nella prima giornata il più rapido è Nico Rosberg della Mercedes. Distaccato di soli sette millesimi è stato secondo Kimi Räikkönen su Lotus, mentre terzo ha chiuso Fernando Alonso. Sebastian Vettel, al comando della graduatoria fino a un'ora dal termine, chiude quarto. Esteban Gutiérrez della Sauber ha anche provocato una delle due bandiere rosse della giornata, rimanendo fermo in pista durante una prova di consumo di carburante. L'altra è dovuta a un guasto sulla Caterham di Charles Pic. Al termine della giornata la FIA ha dichiarato illegali gli scarichi di Caterham CT03 e Williams FW35.
Al mercoledì il più rapido è Sergio Pérez della McLaren: il messicano ha ottenuto il tempo prima delle 15, montando gomme morbide, e prima di concentrarsi su un long run. La sessione si è chiusa in leggero anticipo per l'esposizione di una bandiera rossa dovuta a uno stop in pista della Marussia di Max Chilton.
Dietro a Pérez si è portato Sebastian Vettel, mentre terzo, nonostante dei problemi tecnici al mattino, ha chiuso Kimi Räikkönen. Secondo Pérez il degrado delle nuove gomme portate dalla Pirelli è molto più elevato di quanto verificato l'anno passato. Per la Pirelli, invece, il livello di degrado così alto degli pneumatici, sperimentato a Barcellona, è dovuto alle condizioni atmosferiche. Facendo lavorare le coperture a temprature molto diverse da quelle previste per la miglior resa delle stesse si è prodotto un effetto di graining, molto vistoso soprattutto sulle supersoft.

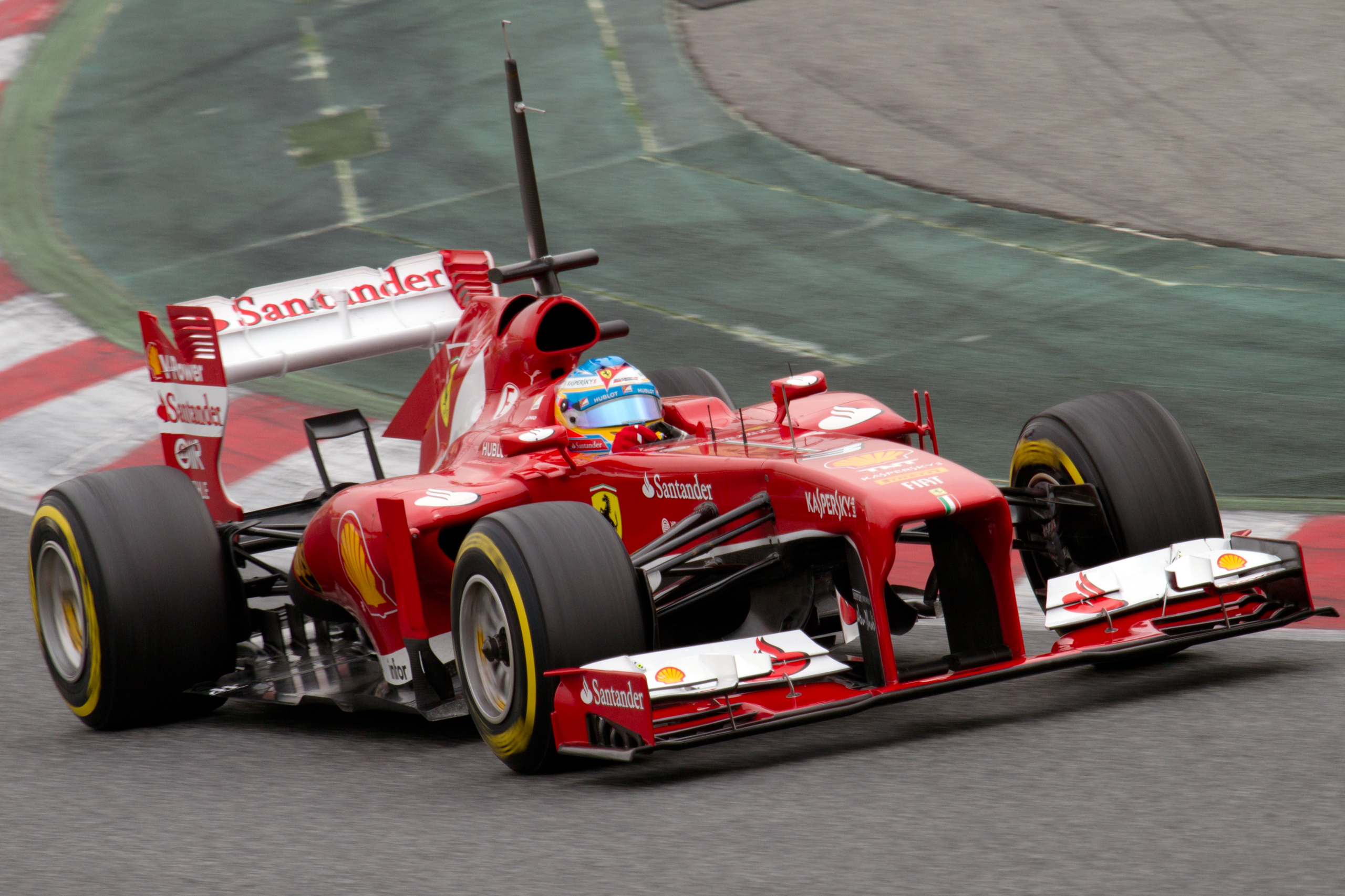
Fernando Alonso su Ferrari F138, è stato il più veloce della terza giornata e secondo assoluto della prima sessione dei test di Barcellona

Nella terza giornata il più rapido è Fernando Alonso con 1'21"875; l'iberico precede Nico Hülkenberg su Sauber e Romain Grosjean su Lotus. Il tempo migliore per vetture con gomme medium è invece di Nico Rosberg su Mercedes, quarto, e staccato di quasi otto decimi. Il tempo di Alonso è più basso di quasi due decimi di quello ottenuto da Kimi Räikkönen l'anno precedente sempre a Barcellona. Giedo van der Garde, della Caterham ha provocato l'unica bandiera rossa di giornata, rimanendo fermo alla curva 3. La giornata ha visto anche il ritorno in pista, dopo un anno di assenza, di Adrian Sutil, con la Force India.
L'ultimo giorno dei test è caratterizzata dall'arrivo del maltempo. La pioggia cade in mattinata per poi cessare e riprendere infine prima della pausa pranzo. Le condizioni della pista hanno comportato molti errori da parte dei piloti, che hanno portato all'esposizione di ben otto bandiere rosse.
Il più veloce di giornata è Lewis Hamilton della Mercedes, che ottiene 1'23"282, tempo colto in una fase di pista relativamente asciutta. Hamilton ha preceduto l'ex compagno di scuderia Jenson Button e Jean-Éric Vergne, su Toro Rosso. Quest'ultimo pilota ha ottenuto il terzo tempo utilizzando gomme morbide.
Alla Marussia, in tutti e quattro giorni di test, ha girato il solo Max Chilton; l'altro pilota, il brasiliano Luiz Razia, non avrebbe ancora versato il budget previsto.
A livello tecnico anche la Red Bull RB9 ha mostrato una presa d'aria posta sotto il musetto, esattamente come già testato sulla Ferrari F138. La Lotus E21 presenta invece una doppia presa d'aria sull'airbox: ciò per far funzionare un sistema di stallo passivo dell'alettone posteriore.

### Tabella riassuntiva
| Data        | Pilota più rapido | Team             | Tempo    | Giri |
| ----------- | ----------------- | ---------------- | -------- | ---- |
| 19 febbraio | Nico Rosberg      | Mercedes         | 1'22"616 | 54   |
| 20 febbraio | Sergio Pérez      | McLaren-Mercedes | 1'21"848 | 97   |
| 21 febbraio | Fernando Alonso   | Ferrari          | 1'21"875 | 97   |
| 22 febbraio | Lewis Hamilton    | Mercedes         | 1'22"282 | 52   |

## Secondo test di Barcellona

### Resoconto

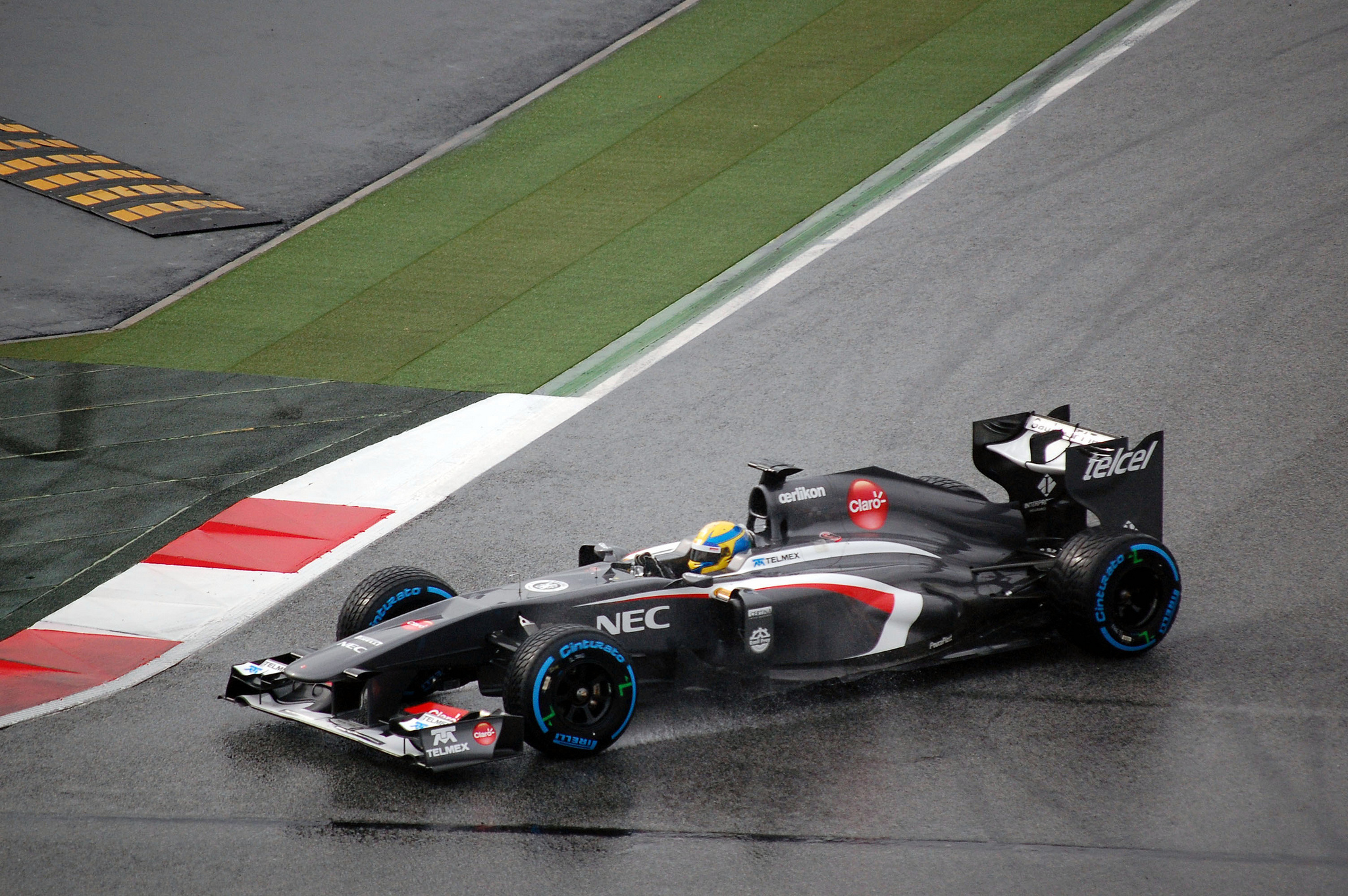
Una Sauber C32.

Le scuderie si ritrovano sul Circuito di Catalogna anche dal 28 febbraio al 3 marzo. La prima giornata è stata caratterizzata da pioggia e temperature basse. Romain Grosjean è terminato in nella via di fuga della curva 12, provocando l'esposizione delle bandiere rosse. In questo frangente il tempo migliore è fatto da Felipe Massa su Ferrari in 1'42"963, battuto poi da Jean-Éric Vergne su Toro Rosso. Le condizioni meteorologiche sono via via migliorate, con Lewis Hamilton sceso a 1'41"641 con gomme intermedie, mentre il pilota della Sauber Esteban Gutiérrez, prima della fine della parte mattuttina della sessione, era uscito di pista alla curva 3. Nel pomeriggio i piloti hanno montato gomme da asciutto. Il più rapido della giornata è così stato Mark Webber su Red Bull in 1'22"693. Nella giornata la Force India ha confermato l'ingaggio di Adrian Sutil come pilota titolare per la stagione.

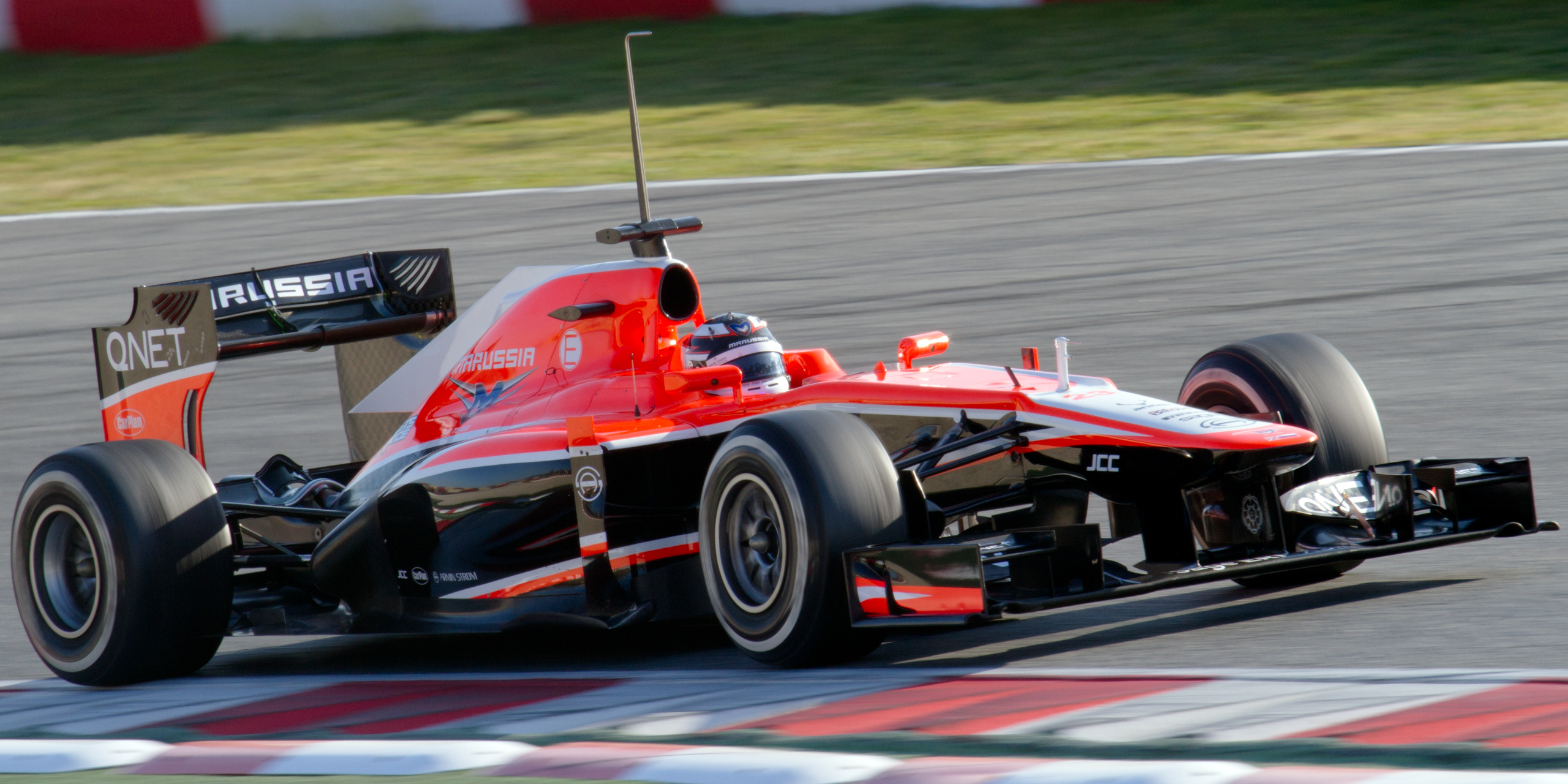
Max Chilton su Marussia.

Anche il secondo giorno si è aperto con condizioni meteorologiche difficili; nella prima parte il più veloce è Sebastian Vettel con 1'42"408. Nico Rosberg è stato poi capace di scendere sotto il muro dell'1'41. Anche il 1º marzo le condizioni del tempo sono via via migliorate consentendo ai piloti di provare anche gomme da asciutto. Il più veloce è stato così Romain Grosjean della Lotus che ha chiuso con 1'22"716 (con gomme soft), precedendo Jenson Button (con gomme medie) e Pastor Maldonado. La Marussia ha annunciato di aver sostituito, quale pilota titolare, il brasiliano Luiz Razia con il francese, ex collaudatore della Force India, Jules Bianchi.
Il 2 marzo Kimi Räikkönen della Lotus non può partecipare alla giornata di test per una intossicazione alimentare. Viene così sostituito dal pilota di riserva Davide Valsecchi. Il tempo è migliore rispetto a quello delle giornata precedenti, tanto che la pista risulta asciutta. Il più rapido di giornata è Lewis Hamilton della Mercedes, che chiude in 1'20"558. Il tempo del britannico è di un secondo più basso rispetto a quello della pole position del Gran Premio di Spagna 2012. Il secondo tempo è stato di Felipe Massa, staccato di quasi sette decimi. Il brasiliano è stato protagonista di un incidente: ha perso la gomma anteriore sinistra mentre affrontava il rettilineo opposto del tracciato catalano, provocando anche una bandiera rossa. La perdita è dovuta alla rottura di un portamozzo.
L'ultimo giorno di test Räikkönen torna al volante della Lotus. Anche nell'ultima giornata di test è la Mercedes la vettura col tempo più basso: Nico Rosberg fa segnare 1'20"131, seguito da Fernando Alonso, a meno di quattro decimi, e Jenson Button a oltre un secondo e tre decimi.

### Tabella riassuntiva
| Data        | Pilota più rapido | Team             | Tempo    | Giri |
| ----------- | ----------------- | ---------------- | -------- | ---- |
| 28 febbraio | Mark Webber       | Red Bull-Renault | 1'22"693 | 90   |
| 1º marzo    | Romain Grosjean   | Lotus-Renault    | 1'22"716 | 88   |
| 2 marzo     | Lewis Hamilton    | Mercedes         | 1'20"558 | 117  |
| 3 marzo     | Nico Rosberg      | Mercedes         | 1'20"131 | 131  |

## Test di Silverstone

### Resoconto
Il test si tiene sul Circuito di Silverstone tra il 17 e il 19 luglio. Inizialmente riservato a piloti che non abbiano effettuato più di due gran premi in stagione, successivamente è aperto anche ai piloti titolari. Al fine però di garantire che questi test abbiano come principale obiettivo quello di migliorare la sicurezza degli pneumatici la FIA ha stabilito che sarà utilizzato un solo tipo di gomme, con costruzione 2012, ma con mescole di tipo hard, medium e soft 2013. Inoltre, nel caso di utilizzo dei piloti titolari la monoposto non potrà veder modificati gli assetti durante i test. Ciò ha portato alla reazione di alcuni piloti, tra cui Fernando Alonso, che hanno deciso di non partecipare alla sessione stessa. Anche Kimi Räikkönen ed entrambi i piloti titolari della McLaren non prendono parte ai test.
Nella prima giornata il più veloce è stato il pilota danese Kevin Magnussen della McLaren, che ha compiuto 100 giri e ha preceduto in graduatoria dei tempi Paul di Resta della Force India, che è stato il primo dei piloti titolari presenti a montare le nuove gomme portate dalla Pirelli. Terzo ha chiuso il collaudatore della Red Bull António Félix da Costa.
La seconda giornata è stata invece dominata dalle Toro Rosso, con Daniel Ricciardo che ha preceduto Carlos Sainz Jr.. Ricciardo, che nel corso della giornata ha testato anche una Red Bull, ha ottenuto il terzo tempo al volante della monoposto austriaca.
Nell'ultima giornata il miglior tempo è fatto segnare da Sebastian Vettel su Red Bull-Renault. Il campione del mondo precede Adrian Sutil, che aveva ottenuto il miglior tempo nella mattinata. Al terzo posto c'è Nicolas Prost della Lotus. La Williams ha fatto testare la vettura a un pilota donna Susie Wolff.

### Tabella riassuntiva
| Data      | Pilota più rapido | Team                    | Tempo    | Giri |
| --------- | ----------------- | ----------------------- | -------- | ---- |
| 17 luglio | Kevin Magnussen   | McLaren-Mercedes        | 1'33"602 | 100  |
| 18 luglio | Daniel Ricciardo  | STR-Ferrari             | 1'32"972 | 48   |
| 19 luglio | Sebastian Vettel  | Red Bull Racing-Renault | 1'32"849 | 79   |